# L'École de la médisance
L'École de la médisance (The School for Scandal en anglais) est une pièce de théâtre de Sheridan mise à la scène le 8 mai 1777 au théâtre royal de Drury Lane.

## Histoire
Maria, la pupille de Sir Peter Teazle, est courtisée par les frères Joseph et Charles Surface. Lady Sneerwell, une bavarde malveillante et fondatrice de l'École de la médisance, veut épouser Charles et répand de fausses rumeurs au sujet d'une liaison entre Charles et Lady Teazle afin de faire échouer les projets entre Charles et Maria.
Entretemps, Joseph essaie de séduire Lady Teazle. Les deux frères ont un riche oncle, Sir Oliver, qu'ils n'ont pas vu depuis seize ans, qui leur rend visite incognito pour juger de leur caractère avant de décider lequel héritera de sa fortune. D'abord choqué par la licence de Charles, il préfère le cadet jusqu'à ce qu'il découvre que Joseph est un hypocrite. Dans une scène folle où les personnages vont jusqu'à se cacher derrière les meubles, Sir Peter apprend la machination entre Joseph et Lady Sneerwell, que les rumeurs au sujet de Charles et de Lady Teazle sont fausses, et que son épouse n'est que la victime des flatteries de Joseph. Il se réconcilie donc avec son épouse et décide que Charles mérite d'épouser Maria.